# Nuhaka (fleuve)
Le fleuve Nuhaka (en anglais : Nuhaka River) est un cours d'eau de la région de Gisborne et de la région de Hawke's Bay de l’ Île du Nord de la Nouvelle-Zélande .

## Géographie
Elle s’écoule en général vers le Sud à partir de sa source dans le  pays de collines élevées de la côte  au Sud de Gisborne, atteignant la mer au niveau de la ville de Nuhaka, tout près de l’extrémité Nord de la Baie de Hawke.